# Bulletin Officiel de l’Expedition de Cochinchine
Bulletin Officiel de l’Expedition de Cochinchine (Nam Kỳ viễn chinh công báo) là tờ công báo đầu tiên ở Nam Kỳ và cũng là tờ báo tiếng Pháp đầu tiên ở Việt Nam ra đời năm 1861.
Đô đốc Bonard lúc đang trên đường đi tàu chiến đến Nam Kỳ có đem theo một ít chữ in, một cái máy in và mấy người thợ in rồi phát hành tờ báo này vào ngày 29 tháng 9 năm 1861. Báo viết bằng tiếng Pháp, số 1 ra tại Sài Gòn ngày 29 tháng 9 năm 1861, khổ 14 x 21,5cm, phát hành mỗi tuần một lần, Tuy vậy, tờ công báo này chỉ lưu hành trong nội bộ quân viễn chinh Pháp vì lúc đó rất ít người Việt đọc được chữ Pháp. Bulletin Officiel de l’Expedition de Cochinchine được xem như là một phương tiện duy nhất để tiếp xúc giữa chính quyền Pháp và dân chúng địa phương. Báo chủ yếu cho đăng những nghị định, quyết định, thông cáo của nhà đương cục quân sự Pháp, phổ biến đến các sĩ quan, binh lính Pháp, cùng các nhân viên dân sự trong bộ máy cai trị biết để chấp hành. Ngoài ra, còn có các quảng cáo và lời rao thương mại được đăng ở một trang riêng kèm theo nội dung tờ công báo.
Bulletin Officiel de l’Expedition de Cochinchine lúc đầu được giao cho Đô đốc Bonard làm chủ báo đến số 173 rồi về sau mới đặt dưới sự kiểm soát của một Ủy ban Quốc phòng cho tới ngày nó bị đình bản vĩnh viễn vào năm 1888, sau 27 năm tồn tại. Tuy nhiên, theo nhà nghiên cứu Lê Nguyễn, thời điểm 1888 nói đây không thật chính xác vì ông cho biết tờ báo này tồn tại một năm rưỡi, không phải kéo dài đến năm 1888 như có tài liệu đã nhầm lẫn. Đầu tháng 7 năm 1863, nó được thay thế bằng tờ Bulletin officiel de la Cochinchine française (Công báo Nam Kỳ thuộc Pháp - BOCF) với nội dung và hình thức hầu như không có gì thay đổi. Năm 1888, tờ BOCF được sáp nhập vào tờ Bulletin officiel de l'Indochine française (Công báo Đông Dương thuộc Pháp - BOIF), trở thành phần thứ nhất (Première partie: Cochinchine - Cambodge) của tờ công báo này. Đến năm 1902, nó lại được tách ra khỏi BOIF và trở lại là một tờ báo riêng với cái tên mới: Bulletin administratif de la Cochinchine (Tập san Hành chính Nam Kỳ - BAC).